# Lijst van dragers van het grootkruis in de Kroonorde
Dit is een lijst van dragers van het grootkruis in de Belgische Kroonorde over wie een artikel in de Nederlandstalige Wikipedia is opgenomen. Belgen zijn opgenomen onder het tussenvoegsel van hun naam.

## A
- André baron Alen, voorzitter van het Grondwettelijk Hof (9 januari 2014)
- Alex Arts, voorzitter van het Arbitragehof (5 september 2001)
- Robert Andersen, eerste voorzitter van de Raad van State (15 november 2007)

## B
- Gustaaf Baeteman, Eerste Voorzitter van de Raad van State, (15 november 1997)
- Henri Boel, voorzitter van het Arbitragehof (14 maart 2001)
- Marc Bossuyt, voorzitter van het Grondwettelijk Hof (25 september 2007)
- Paul Breyne, gewezen Commissaris-generaal voor de Herdenking van de Eerste Wereldoorlog (22 april 2019)
- Laurentien Brinkhorst, lid Nederlands koninklijke huis

## C
- Kim Clijsters (2003)
- Jos Chabert, Minister van de Brusselse Hoofdstedelijke Regering (11 juni 2004)
- Jimmy Carter[1]
- Robert Collignon, Voorzitter van de Waalse Gewestraad (11 juni 2004)
- generaal Marc Compernol, chef Defensie (9 april 2017)
- Chantal Cooreman, hoofd van het Departement Rekwesten en Sociale Zaken en lid van het Directiecomité van het Hof (20 september 2012)

## D
- Ghislain D'Hoop, Ambassadeur, Hoofd van het Departement Externe Betrekkingen op het Koninklijk Paleis (21 april 2007)
- François Daoût, voorzitter van het Grondwettelijk Hof (1 september 2018)
- Jean-Pierre en Luc Dardenne (8 juli 2005)
- Norbert De Batselier, Voorzitter van de Vlaamse Raad (11 juni 2004)
- luitenant-generaal Noël De Bruyne, intendant van de Civiele Lijst (21 juni 2017)
- ridder Jean de Codt, eerste voorzitter van het Hof van Cassatie (2 april 2014)
- Frank De Coninck, Grootmaarschalk van het Hof (19 december 2001)
- Herman De Croo (14 november 1991)
- Armand De Decker, Voorzitter van de Senaat (6 juni 2010)
- Etienne De Groot, voorzitter van het Grondwettelijk Hof (1 februari 2016)
- Marc De Swaef, procureur-generaal bij het Hof van Cassatie (19 oktober 2004)
- Jean-Luc Dehaene, gewezen Eerste Minister (1 februari 2001)
- generaal Charles-Henri Delcour, chef Defensie (6 april 2010)
- Willy Deroover, eerste voorzitter van de Raad van State (15 november 2002)
- zuster Jeanne Devos (6 juli 2009)
- Giampaolo Di Paola
- Jean du Jardin, procureur-generaal bij het Hof van Cassatie (26 juni 2000)

## G
- Kim Gevaert (6 juli 2009)
- Roland Gillet (16 augustus 2000)
- jonkheer Etienne Goethals, eerste voorzitter van het Hof van Cassatie (15 november 2012)

## H
- Hervé Hasquin, Minister-President van de Regering van de Franse Gemeenschap (11 juni 2004)
- Paul Hatry, gewezen Minister en Ere-Senator (2 april 2002)
- Arthur Haulot
- Justine Henin (2003)
- Tia Hellebaut (6 juli 2009)
- Roger Henneuse, voorzitter van het Grondwettelijk Hof (5 december 2010)
- vice-admiraal Willy Herteleer, vleugeladjudant des Konings (28 maart 2001)
- Léo Houziaux, Vast Secretaris van de Académie royale des Sciences, des Lettres et des Beaux-Arts de Belgique (28 november 2007)
- Camille Huysmans

## K
- Philippe Kirsch, Voorzitter van het Internationaal Strafhof in Den Haag (10 februari 2009)
- Claire Kirschen (12 juni 2006)

## L
- Marc Lahousse, eerste voorzitter van het Hof van Cassatie (8 januari 2004)
- Karl-Heinz Lambertz, Minister-President van de Regering van de Duitstalige Gemeenschap (26 mei 2014)
- Raymond Langendries
- Luc Lavrysen, voorzitter van het Grondwettelijk Hof (25 september 2020)
- Jean-François Leclercq, procureur-generaal bij het Hof van Cassatie (8 april 2007)
- Jozefa de Buysscher (zuster Leontine) (2003)
- Maurice August Lippens
- Ghislain Londers, eerste voorzitter van het Hof van Cassatie (8 april 2007)
- Patrice Lumumba, eerste minister te Congo, 30 juni 1960.

## M
- Pierre Marchal, eerste voorzitter van het Hof van Cassatie (13 januari 1998)
- Wilfried Martens, Minister van Staat, Fractievoorzitter in het Europees Parlement (9 juni 1999)
- Philippe Maystadt, gewezen Senator en Minister, Minister van Staat (11 mei 2003)
- Guy Mertens

## N
- Willem-Alexander der Nederlanden
- Constantijn der Nederlanden
- Margriet der Nederlanden
- Roelof Nelissen

## O
- Laurette Onkelinx (5 juni 2007)

## P
- Charles Picqué, Minister-President van de Brusselse Hoofdstedelijke Regering (6 juni 2009)
- Jean-Baptiste Piron
- Kris Peeters, Vice-Eerste Minister (23 juni 2019)

## R
- Auguste Raemdonck van Megrode, Belgisch volksvertegenwoordiger, advocaat en burgemeester van Lokeren
- Graaf Jacques Rogge, voormalig Voorzitter van het internationaal Olympisch Comité (19 september 2013)
- Mark Rutte

## S
- Paul-Henri Spaak
- Jean Spreutels, voorzitter van het Grondwettelijk Hof (19 juni 2013)
- Roger Georges Stevens,Eerste Voorzitter bij de Raad van State, met ingang van 8 april 2019.

## T
- Dirk Thijs, procureur-generaal bij het Hof van Cassatie (10 januari 2017)

## U
- Robert Urbain, Minister van Staat, Senator (9 juni 1999)

## V
- generaal Thierry Vandeveld, hoofd militaire huishouding van koning Filip
- generaal vlieger Gerard Van Caelenberge, chef Defensie (17 juni 2013)
- generaal van het vliegwezen August Van Daele, chef Defensie (2 maart 2005)
- baron Frans van Daele, gewezen Kabinetschef van de Koning (19 juli 2018)
- Jan van den Brink
- generaal Joseph Van den put, Hoofd van het Militair Huis van de Koning (4 mei 2007)
- Herman Vanderpoorten (5 november 1981)
- Victor van Strydonck de Burkel
- Claire Vellut (6 juli 2009)
- Pieter van Vollenhoven, Lid Nederlands Koninklijk huis
- Guy Verhofstadt, Eerste Minister (5 juni 2007)
- Ivan Verougstraete, erevoorzitter van het Hof van Cassatie (8 april 2019)

## W
- viceadmiraal Pierre Warnauts, Hoofd van het Departement Protocol van het Hof (4 mei 2007)
- Jan F. Willems, Grootmaarschalk van het Hof (12 juni 1997)
- Freddy Willockx, Lid van het Europees Parlement (9 juni 1999)

## X Y Z
- Máxima Zorreguieta